# David Leroy Wood
David Leroy Wood (Spokane, Washington, 30 de noviembre de 1964) es un exbaloncestista estadounidense. Jugaba en la posición de pívot. Fue miembro de la selección de baloncesto de Estados Unidos que obtuvo la medalla de bronce en el Campeonato Mundial de Baloncesto de 1998.

## Trayectoria deportiva

### Universidad
Wood jugó dos temporadas en la Northwest Athletic Association of Community Colleges con los Skagit Valley Cardinals, antes de transferirse a la Universidad de Nevada en Reno y unirse a los Wolf Pack. En sus dos temporadas en la Big Sky Conference de la División I de la NCAA, jugó 58 partidos.

#### Estadísticas
| Año     | Equipo | PJ | PT | MPP  | %TC  | %3P  | %TL  | RPP | APP | ROB | TPP | PPP  |
| ------- | ------ | -- | -- | ---- | ---- | ---- | ---- | --- | --- | --- | --- | ---- |
| 1985–86 | Nevada | 28 | -  | 28.8 | .516 | .483 | .662 | 6.0 | 1.5 | 0.7 | 0.3 | 8.5  |
| 1986-87 | Nevada | 30 | 30 | 31.7 | .472 | .393 | .726 | 9.4 | 1.2 | 0.8 | 0.8 | 12.1 |
| Total   | Total  | 58 | 30 | 30.3 | .488 | .416 | .702 | 7.7 | 1.3 | 0.7 | 0.6 | 10.4 |

### Profesional
Su primera experiencia como profesional fue con el Rockford Lightning en la temporada 1987-88 de la CBA.
En 1988 participó de la pretemporada de los Chicago Bulls, consiguiendo un contrato para jugar en la NBA gracias a ello. Sin embargo sólo disputó dos partidos antes de ser desvinculado de la franquicia, por lo que regresó al Rockford Lightning. En marzo de 1989 dejó su país por primera vez para reforzar al Libertas Livorno en la Serie A de Italia, equipo que terminaría como subcampeón de la temporada.
En noviembre de 1989 fue contratado por el FC Barcelona como sustituto temporario de Audie Norris. Como su actuación fue muy buena (los aficionados terminaron apodándolo "El Gladiador"), cuando Norris se recuperó su vínculo con el club fue renovado, lo que significó que su compañero Paul Thompson pasara a la lista de agentes libres. Wood terminaría consagrándose campeón de la temporada 1989-90 de la ACB y subcampeón de la Copa de Europa. 
Wood retornó a la NBA para la temporada 1990-91, jugando los 82 partidos de la serie regular con los Houston Rockets. Tras un fallido fichaje con los Golden State Warriors, en diciembre de 1991 retornó a España para unirse al Taugres Vitoria en reemplazo de Marcelo Nicola.
Posteriormente se reincorporó a la NBA, consolidándose como un jugador de rol que aportaba momentos de relevo a los jugadores titulares durante los partidos.
En 1997, al no poder conseguir un nuevo contrato con alguna franquicia de la NBA, regresó al Rockford Lightning de la CBA, pero en febrero de 1998 se unió al Unicaja Málaga. Al terminar la temporada ya no volvería a jugar en los Estados Unidos, extendiendo su carrera por cinco años más en Europa.

## Selección nacional
Ante la huelga de la NBA de 1998, USA Basketball decidió armar un equipo con jugadores que no formasen parte de la liga pero que tuviesen experiencia en la misma. De ese modo Wood fue convocado para integrar el combinado estadounidense -el cual sería apodado como "The Dirty Dozen"- que terminó tercero en el Campeonato Mundial de Baloncesto de 1998.

## Estadísticas de su carrera en la NBA

### Temporada regular
| Año     | Equipo       | PJ  | PT | MPP  | %TC  | %3P  | %TL   | RPP | APP | ROB | TPP | PPP |
| ------- | ------------ | --- | -- | ---- | ---- | ---- | ----- | --- | --- | --- | --- | --- |
| 1988–89 | Chicago      | 2   | 0  | 1.0  | .000 | .000 | .000  | 0.0 | 0.0 | 0.0 | 0.0 | 0.0 |
| 1990–91 | Houston      | 82  | 13 | 17.3 | .424 | .311 | .812  | 3.0 | 1.1 | 0.7 | 0.2 | 5.3 |
| 1992–93 | San Antonio  | 64  | 2  | 9.3  | .444 | .238 | .836  | 1.5 | 0.5 | 0.2 | 0.2 | 2.4 |
| 1993–94 | Detroit      | 78  | 3  | 15.2 | .459 | .449 | .756  | 3.1 | 0.7 | 0.5 | 0.2 | 4.1 |
| 1994–95 | Golden State | 78  | 13 | 17.1 | .469 | .341 | .778  | 3.1 | 0.8 | 0.4 | 0.2 | 5.5 |
| 1995–96 | Golden State | 21  | 0  | 4.6  | .500 | .333 | .875  | 0.8 | 0.2 | 0.1 | 0.0 | 1.0 |
| 1995–96 | Phoenix      | 4   | 0  | 8.5  | .167 | .000 | 1.000 | 1.3 | 0.5 | 0.3 | 0.0 | 1.0 |
| 1995–96 | Dallas       | 37  | 0  | 17.4 | .435 | .322 | .725  | 3.6 | 0.7 | 0.4 | 0.2 | 4.9 |
| 1996–97 | Milwaukee    | 46  | 0  | 5.2  | .526 | .333 | .667  | 0.6 | 0.3 | 0.2 | 0.1 | 1.2 |
| Total   | Total        | 412 | 31 | 13.5 | .449 | .338 | .785  | 2.4 | 0.7 | 0.4 | 0.2 | 3.9 |

### Playoffs
| Año     | Equipo      | PJ | PT | MPP  | %TC  | %3P   | %TL  | RPP | APP | ROB | TPP | PPP |
| ------- | ----------- | -- | -- | ---- | ---- | ----- | ---- | --- | --- | --- | --- | --- |
| 1990–91 | Houston     | 3  | 0  | 14.7 | .667 | 1.000 | .500 | 1.7 | 1.0 | 1.0 | 0.0 | 2.3 |
| 1992–93 | San Antonio | 5  | 0  | 4.0  | .500 | 1.000 | .000 | 0.6 | 0.2 | 0.0 | 0.0 | 1.0 |
| Total   | Total       | 8  | 0  | 8.0  | .571 | 1.000 | .500 | 1.0 | 0.5 | 0.4 | 0.0 | 1.5 |

## Vida personal
Wood participó del Asalto al Capitolio de los Estados Unidos de 2021, lo que fue reportado por medios de prensa de todo el mundo.

## Palmarés
Selección nacional
- Medalla de bronce del Campeonato del Mundo de Grecia en 1998, con la selección de Estados Unidos.

Clubes
- 1 Liga ACB: 1990, con el FC Barcelona.